# Verizon Wireless Arena

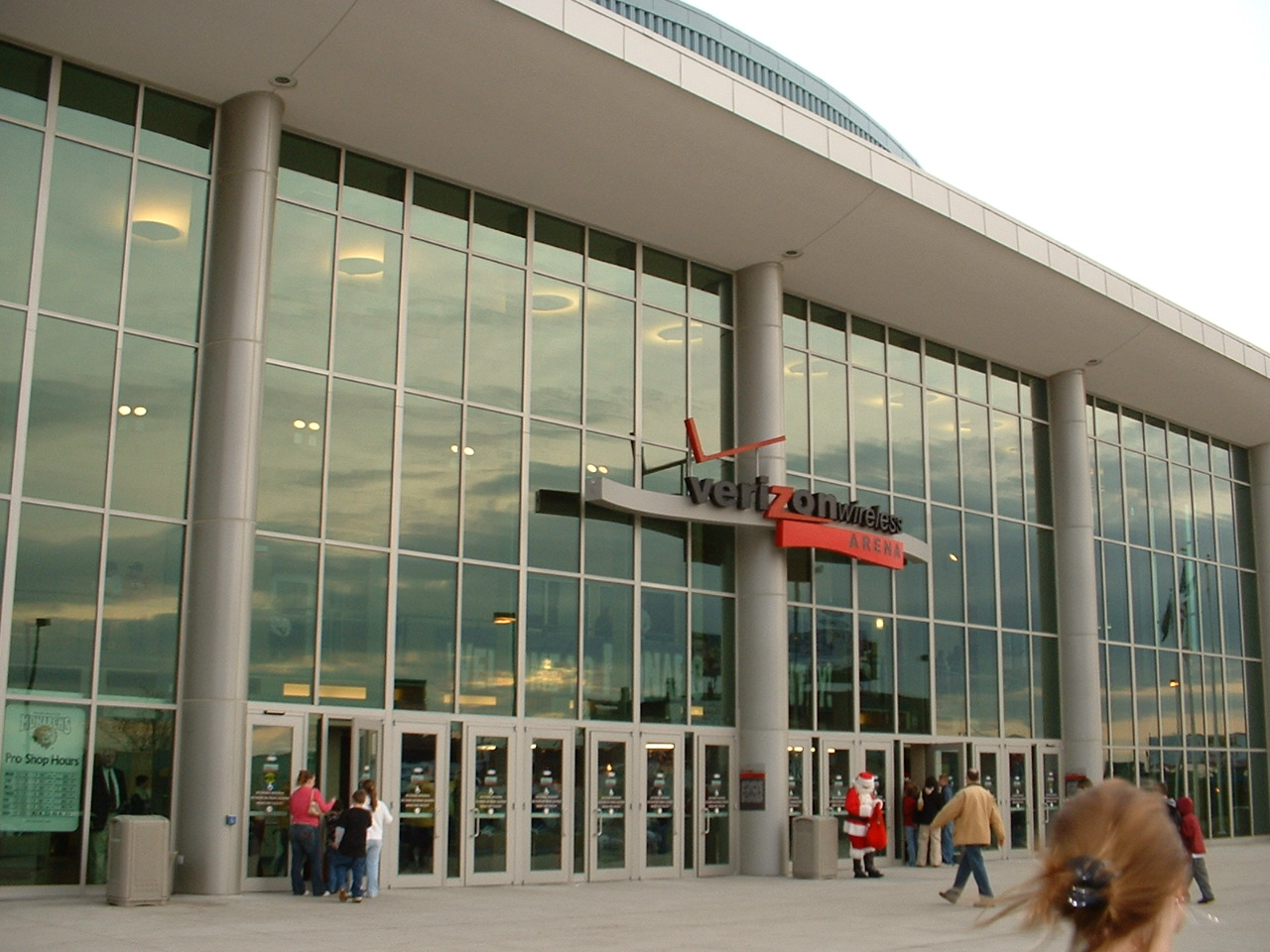
Arena em Manchester, EUA

Verizon Wireless Arena é uma arena multi-uso localizado em Manchester, Estados Unidos. O nome se relaciona à patrocinadora do ginásio, a Verizon Communications
Tem 9852 lugares para hóquei no gelo, 11.140 para basquete e até 11.770 para shows.
Verizon Wireless pagou pelos direitos de nome da Arena. Durante a construção se chamava Civic Arena, e este nome ainda aparece na maioria dos sinais direcionais em torno da cidade.
A arena contém 542 assentos do clube, 34 suites de luxo, e 5 suítes de festa.